# ATP Finals de 2021
O ATP Finals de 2021 é um torneio de tênis masculino disputado em quadras duras cobertas na cidade de Turim, na Itália. Esta é a 52ª edição de simples e 47ª de duplas.

## Pontuação e premiação

### Antes do torneio
A premiação máxima do ATP Finals de 2021 é de US$ 7.250.000. Ela varia de acordo com a campanha dos jogadores.
| Simples                                                           | Simples                                                         | Simples  |
| Fase                                                              | Premiação                                                       | Pontos   |
| ----------------------------------------------------------------- | --------------------------------------------------------------- | -------- |
| Título                                                            | RR + US$ 1.624.000                                              | RR + 900 |
| Final                                                             | RR + US$ 530.000                                                | RR + 400 |
| Semifinal                                                         | RR                                                              | RR       |
| Vitória por jogo na fase de grupos                                | US$ 173.000                                                     | 200      |
| Participação (para as oito originalmente classificadas)           | 3 jogos = US$ 173.000 2 jogos = US$ 129.750 1 jogo = US$ 86.500 | —        |
| Alternates                                                        | US$ 93.000                                                      | —        |
| RR significa premiação ou pontuação conquistada na fase de grupos |                                                                 |          |

| Duplas                                                            | Duplas                                                        | Duplas   |
| Fase                                                              | Premiação                                                     | Pontos   |
| ----------------------------------------------------------------- | ------------------------------------------------------------- | -------- |
| Título                                                            | RR + US$ 248.000                                              | SF + 750 |
| Final                                                             | RR + US$ 84.000                                               | SF + 330 |
| Semifinal                                                         | RR                                                            | RR       |
| Vitória por jogo na fase de grupos                                | US$ 33.000                                                    | 200      |
| Participação (para as oito originalmente classificadas)           | 3 jogos = US$ 82.000 2 jogos = US$ 61.000 1 jogo = US$ 32.000 | —        |
| Alternates                                                        | US$ 33.000                                                    | —        |
| RR significa premiação ou pontuação conquistada na fase de grupos |                                                               |          |

### Depois do torneio
Valores pagos de acordo com a campanha de cada jogador ou dupla.
| Simples            | Simples      | Simples       | Simples       | Simples   |
| Jogador            | Premiação    | Premiação     | Total         | Pontuação |
| Jogador            | Participação | Campanha      | Total         | Pontuação |
| ------------------ | ------------ | ------------- | ------------- | --------- |
| Alexander Zverev   | US$ 173.000  | US$ 1.970.000 | US$ 2.143.000 | 1.300     |
| Daniil Medvedev    | US$ 173.000  | US$ 1.049.000 | US$ 1.222.000 | 1.000     |
| Novak Djokovic     | US$ 173.000  | US$ 519.000   | US$ 692.000   | 600       |
| Casper Ruud        | US$ 173.000  | US$ 346.000   | US$ 519.000   | 400       |
| Jannik Sinner      | US$ 129.750  | US$ 173.000   | US$ 302.750   | 200       |
| Andrey Rublev      | US$ 173.000  | US$ 173.000   | US$ 346.000   | 200       |
| Hubert Hurkacz     | US$ 173.000  | US$ 0         | US$ 173.000   | 0         |
| Cameron Norrie     | US$ 129.750  | US$ 0         | US$ 129.750   | 0         |
| Matteo Berrettini  | US$ 86.500   | US$ 0         | US$ 86.500    | 0         |
| Stefanos Tsitsipas | US$ 86.500   | US$ 0         | US$ 86.500    | 0         |
| Total              | Total        | Total         | US$ 5.700.500 |           |

| Duplas                              | Duplas       | Duplas      | Duplas        | Duplas    |
| Jogador                             | Premiação    | Premiação   | Total         | Pontuação |
| Jogador                             | Participação | Campanha    | Total         | Pontuação |
| ----------------------------------- | ------------ | ----------- | ------------- | --------- |
| Pierre-Hugues Herbert Nicolas Mahut | US$ 82.000   | US$ 314.000 | US$ 396.000   | 1.150     |
| Rajeev Ram Joe Salisbury            | US$ 82.000   | US$ 183.000 | US$ 265.000   | 930       |
| Marcel Granollers Horacio Zeballos  | US$ 82.000   | US$ 66.000  | US$ 148.000   | 400       |
| Nikola Mektić Mate Pavić            | US$ 82.000   | US$ 66.000  | US$ 148.000   | 400       |
| Juan Sebastián Cabal Robert Farah   | US$ 82.000   | US$ 33.000  | US$ 115.000   | 200       |
| Ivan Dodig Filip Polášek            | US$ 82.000   | US$ 33.000  | US$ 115.000   | 200       |
| Kevin Krawietz Horia Tecău          | US$ 82.000   | US$ 33.000  | US$ 115.000   | 200       |
| Jamie Murray Bruno Soares           | US$ 82.000   | US$ 0       | US$ 82.000    | 0         |
| Total                               | Total        | Total       | US$ 1.384.000 |           |

- Total simples + duplas = US$ 7.084.500

## Qualificação
| Corrida final de simples - FedEx ATP Race to Turin (15 de novembro de 2021) | Corrida final de simples - FedEx ATP Race to Turin (15 de novembro de 2021) | Corrida final de simples - FedEx ATP Race to Turin (15 de novembro de 2021) | Corrida final de simples - FedEx ATP Race to Turin (15 de novembro de 2021) | Corrida final de simples - FedEx ATP Race to Turin (15 de novembro de 2021) |
| Pos.                                                                        | Jogador                                                                     | Pontos                                                                      | Torneios                                                                    | Data da qualificação                                                        |
| --------------------------------------------------------------------------- | --------------------------------------------------------------------------- | --------------------------------------------------------------------------- | --------------------------------------------------------------------------- | --------------------------------------------------------------------------- |
| 1ª                                                                          | Novak Djokovic                                                              | 9.370                                                                       | 10                                                                          | 11 de julho                                                                 |
| 2ª                                                                          | Daniil Medvedev                                                             | 7.070                                                                       | 16                                                                          | 13 de setembro                                                              |
| 3ª                                                                          | Alexander Zverev                                                            | 5.955                                                                       | 17                                                                          | 11 de outubro                                                               |
| 4ª                                                                          | Stefanos Tsitsipas                                                          | 5.695                                                                       | 20                                                                          | 13 de setembro                                                              |
| 5ª                                                                          | Andrey Rublev                                                               | 4.210                                                                       | 21                                                                          | 23 de outubro                                                               |
| 6ª                                                                          | Matteo Berrettini                                                           | 4.090                                                                       | 14                                                                          | 25 de outubro                                                               |
| 7ª                                                                          | Hubert Hurkacz                                                              | 3.315                                                                       | 22                                                                          | 5 de novembro                                                               |
| 8ª                                                                          | Casper Ruud                                                                 | 3.275                                                                       | 21                                                                          | 4 de novembro                                                               |
| 9ª                                                                          | Jannik Sinner                                                               | 3.015                                                                       | 25                                                                          | 16 de novembro                                                              |
| 10ª                                                                         | Rafael Nadal                                                                | 2.985                                                                       | 7                                                                           |                                                                             |
| 11ª                                                                         | Cameron Norrie                                                              | 2.945                                                                       | 24                                                                          | 17 de novembro                                                              |
| 12ª                                                                         | Félix Auger-Aliassime                                                       | 2.545                                                                       | 22                                                                          |                                                                             |
| 13ª                                                                         | Aslan Karatsev                                                              | 2.290                                                                       | 21                                                                          |                                                                             |
| 14ª                                                                         | Denis Shapovalov                                                            | 2.030                                                                       | 21                                                                          |                                                                             |
| 15ª                                                                         | Diego Schwartzman                                                           | 1.990                                                                       | 21                                                                          |                                                                             |
| 16ª                                                                         | Pablo Carreño Busta                                                         | 1.970                                                                       | 19                                                                          |                                                                             |
| 17ª                                                                         | Nikoloz Basilashvili                                                        | 1.920                                                                       | 28                                                                          |                                                                             |
| 18ª                                                                         | Roberto Bautista Agut                                                       | 1.685                                                                       | 24                                                                          |                                                                             |
| 19ª                                                                         | Taylor Fritz                                                                | 1.580                                                                       | 22                                                                          |                                                                             |
| 20ª                                                                         | Reilly Opelka                                                               | 1.550                                                                       | 21                                                                          |                                                                             |

| Corrida final de duplas - FedEx ATP Race to Turin (15 de novembro de 2021) | Corrida final de duplas - FedEx ATP Race to Turin (15 de novembro de 2021) | Corrida final de duplas - FedEx ATP Race to Turin (15 de novembro de 2021) | Corrida final de duplas - FedEx ATP Race to Turin (15 de novembro de 2021) | Corrida final de duplas - FedEx ATP Race to Turin (15 de novembro de 2021) |
| Pos.                                                                       | Jogador                                                                    | Pontos                                                                     | Torneios                                                                   | Data da qualificação                                                       |
| -------------------------------------------------------------------------- | -------------------------------------------------------------------------- | -------------------------------------------------------------------------- | -------------------------------------------------------------------------- | -------------------------------------------------------------------------- |
| 1ª                                                                         | Nikola Mektić Mate Pavić                                                   | 8.875                                                                      | 19                                                                         | 6 de julho                                                                 |
| 2ª                                                                         | Rajeev Ram Joe Salisbury                                                   | 7.140                                                                      | 18                                                                         | 3 de setembro                                                              |
| 3ª                                                                         | Pierre-Hugues Herbert Nicolas Mahut                                        | 4.680                                                                      | 12                                                                         | 13 de setembro                                                             |
| 4ª                                                                         | Marcel Granollers Horacio Zeballos                                         | 4.535                                                                      | 13                                                                         | 30 de setembro                                                             |
| 5ª                                                                         | Juan Sebastián Cabal Robert Farah                                          | 4.260                                                                      | 20                                                                         | 26 de outubro                                                              |
| 6ª                                                                         | Ivan Dodig Filip Polášek                                                   | 3.230                                                                      | 12                                                                         | 20 de outubro                                                              |
| 7ª                                                                         | Jamie Murray Bruno Soares                                                  | 3.230                                                                      | 15                                                                         | 4 de novembro                                                              |
| 8ª                                                                         | Kevin Krawietz Horia Tecău                                                 | 3.110                                                                      | 14                                                                         | 4 de novembro                                                              |
| 9ª                                                                         | Filip Polášek John Peers                                                   | 2.500                                                                      | 8                                                                          |                                                                            |
| 10ª                                                                        | Simone Bolelli Máximo González                                             | 2.385                                                                      | 19                                                                         |                                                                            |
| 11ª                                                                        | Tim Pütz Michael Venus                                                     | 2.220                                                                      | 9                                                                          |                                                                            |

## Grupos

### Simples
A edição de 2021 do torneio de final de temporada contou com um jogador número 1 do mundo, além de dois campeões e três vice-campeões de torneios do Grand Slam. Os competidores foram divididos em dois grupos.
| Grupo Verde                                 |
| ------------------------------------------- |
| Novak Djokovic [1]                          |
| Stefanos Tsitsipas [4]                      |
| Andrey Rublev [5]                           |
| Casper Ruud [8]                             |
| Cameron Norrie [10] (Tsitsipas se lesionou) |

| Grupo Vermelho                             |
| ------------------------------------------ |
| Daniil Medvedev [2]                        |
| Alexander Zverev [3]                       |
| Matteo Berrettini [6]                      |
| Hubert Hurkacz [7]                         |
| Jannik Sinner [9] (Berrettini se lesionou) |

### Duplas
A edição de 2021 do torneio de final de temporada contou com seis jogadores número 1 do mundo, além de catorze campeões e dois vice-campeões de torneios do Grand Slam. Os competidores foram divididos em dois grupos.
| Grupo Verde                                |
| ------------------------------------------ |
| Nikola Mektić [1] Mate Pavić [1]           |
| Marcel Granollers [4] Horacio Zeballos [4] |
| Ivan Dodig [6] Filip Polášek [6]           |
| Kevin Krawietz [8] Horia Tecău [8]         |

| Grupo Vermelho                              |
| ------------------------------------------- |
| Rajeev Ram [2] Joe Salisbury [2]            |
| Pierre-Hugues Herbert [3] Nicolas Mahut [3] |
| Juan Sebastián Cabal [5] Robert Farah [5]   |
| Jamie Murray [7] Bruno Soares [7]           |

## Finais
| Categoria | Campeã(s)                           | Vice-campeã(s)           | Resultado | Chave(s)  |           |
| --------- | ----------------------------------- | ------------------------ | --------- | --------- | --------- |
| Simples   | Alexander Zverev                    | Daniil Medvedev          | 6–4, 6–4  | principal |           |
| Duplas    | Pierre-Hugues Herbert Nicolas Mahut | Rajeev Ram Joe Salisbury | 6–4, 7–60 | principal | principal |